# Kerkhof van Broksele
Het Kerkhof van Broksele is een gemeentelijke begraafplaats in de gemeente Broksele in het Franse Noorderdepartement. Het kerkhof ligt rond de Sint-Kwintenskerk in het dorpscentrum.

## Brits oorlogsgraf
Op het kerkhof bevindt zich een Brits oorlogsgraf van een gesneuvelde uit de Eerste Wereldoorlog. Het graf is geïdentificeerd en wordt onderhouden door de Commonwealth War Graves Commission. In de CWGC-registers is het kerkhof opgenomen als Broxeele Churchyard.